# Грязнов, Кирилл Васильевич
Кирилл Васильевич Грязнов (1921—2000) — полковник Советской Армии, участник Великой Отечественной войны, Герой Советского Союза (1945).

## Биография

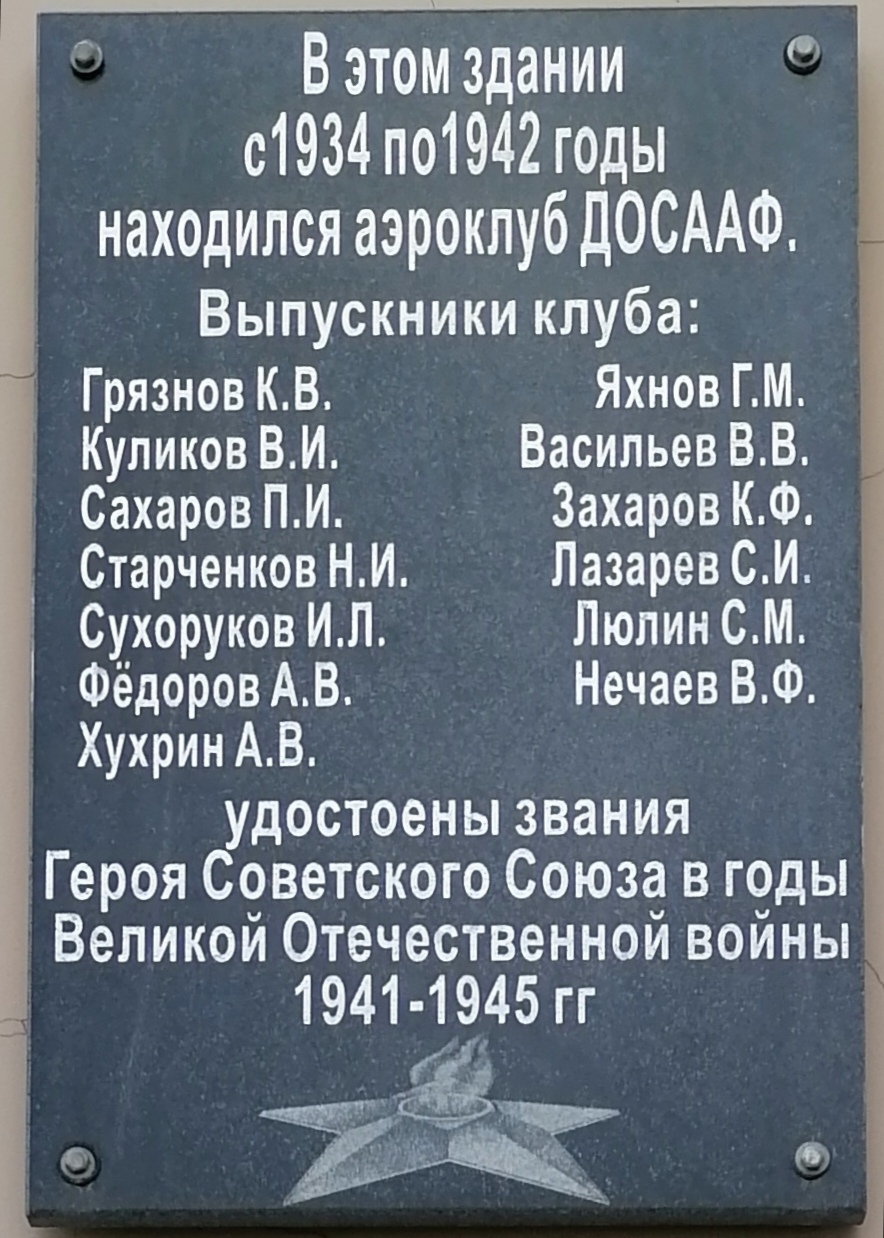
Мемориальная доска в Иванове, ул. Красной Армии, 3/5

Кирилл Грязнов родился 25 июня 1921 года в селе Меховицы (ныне — Савинский район Ивановской области) в семье бухгалтера. Окончил неполную среднюю школу. Учился в Ивановском текстильном техникуме, одновременно занимался в аэроклубе. В 1940 году Грязнов был призван на службу в Рабоче-крестьянскую Красную Армию. Учился в Алсуфьевской школе пилотов, затем был переведён в Балашовскую военную авиационную школу пилотов. Окончил последнюю в 1941 году. Служил в 22-м запасном авиаполку в Иваново. Начало Великой Отечественной войны встретил курсантом Краснодарского объединённого военного авиационного училища. С июня 1942 года — на фронтах Великой Отечественной войны. Служил на различных командных должностях, имел специальность корректировщика-разведчика. Эффективно производил воздушную разведку. Так, например, только за 7 февраля 1944 года Грязнов обнаружил 87 вражеских артиллерийских батарей. Зимой 1944 года под городом Идрица Псковской области самолёт Грязнова был сбит, лётчик приземлился на вражеской территории и в течение нескольких дней пробирался к линии фронта.
К октябрю 1944 года старший лейтенант Кирилл Грязнов был заместителем командира эскадрильи 206-го отдельного корректировочного разведывательного авиаполка 3-й воздушной армии 1-го Прибалтийского фронта. К тому времени он совершил 118 боевых вылетов на разведку и корректировку артиллерийского огня, доставив большое количество ценных данных о противнике.
Указом Президиума Верховного Совета СССР от 24 марта 1945 года за «образцовое выполнение боевых заданий командования на фронте борьбы с немецкими захватчиками и проявленные при этом отвагу и геройство» старший лейтенант Кирилл Грязнов был удостоен высокого звания Героя Советского Союза с вручением ордена Ленина и медали «Золотая Звезда» за номером 4198.
Принимал участие в освобождении Прибалтики, боях в Восточной Пруссии. За время своего участия в войне Грязнов совершил 130 боевых вылетов, обеспечив уничтожение 29 артиллерийских батарей противника, сфотографировав около 24 тысяч квадратных километров площади его обороны. После окончания войны он продолжал службу в Советской Армии. В 1951 году он окончил Краснодарскую высшую офицерскую школу штурманов. В 1957 году в звании полковника Грязнов был уволен в запас. Проживал в Краснодаре, до 1977 года работал инженером по благоустройству Пашковского поселкового совета, затем до 1993 года — инженером отдела кадров управления «Краснодаравтодор». Активно занимался общественной деятельностью. Скончался 23 сентября 2000 года, похоронен на Славянском кладбище Краснодара.
Был также награждён орденом Красного Знамени, двумя орденами Отечественной войны 1-й степени, двумя орденами Красной Звезды, орденом Славы 3-й степени, а также рядом медалей.
Мемориальная доска в память о Грязнове установлена Российским военно-историческим обществом на школе села Вознесенье, где он учился.